# Бронепалубные крейсера типа «Диадем»
Бронепалубные крейсера типа «Диадем» — серия крейсеров 1-го класса британского королевского флота, построенная в 1880-х — 1890-х гг. Являлись развитием типа «Пауэрфул» (англ. Powerfull). Стали уменьшенной и удешевлённой версией своих предшественников. Всего было построено 8 единиц: «Амфитрит» (англ. Amphitrite), «Андромеда» (англ. Andromeda), «Аргонаут» (англ. Argonaut), «Ариадне» (англ. Ariadne), «Диадем» (англ. Diadem), «Юэроп» (англ. Europe), «Ниобе» (англ. Niobe), «Спартиат» (англ. Spartiate).
После этого развитие британских бронепалубных крейсеров 1-го класса прекратилось, а на базе проекта «Диадем» были созданы броненосные крейсера типа «Кресси».

## Проектирование
Крейсера предназначались для борьбы с небольшими французскими крейсерами 2-го класса (водоизмещения 3800 — 5000 тонн броненосными и бронепалубными), имевшими скорострельную артиллерию. Для борьбы с ними требовался корабль с 152-мм орудиями. Параллельно с «Пауэрфулом» разрабатывался его уменьшенный вариант — его и взяли за основу.
Ориентировочная стоимость каждого из восьми планировавшихся крейсеров была меньше 600 000 фунтов стерлингов.

## Конструкция

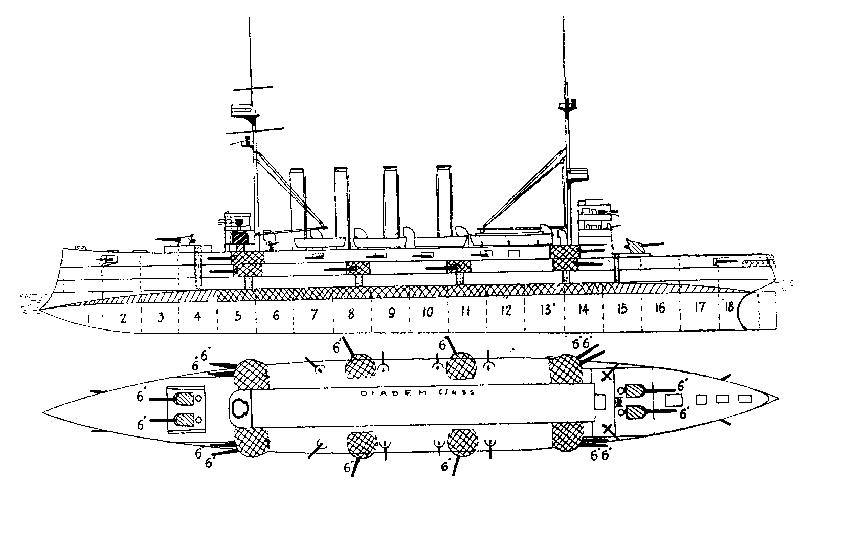
Бронепалубные крейсера типа «Диадем». Схема.

### Корпус
Корпуса были обшиты деревом и покрыты медью. По сравнению с «Пауэрфулом» он был на палубу ниже.

### Силовая установка
Две паровые машины тройного расширения, 30 паровых котлов Бельвиля обеспечивали общую мощность 16 500 л. с.
В силовой установке использовались водотрубные котлы Бельвиль, которые были тогда были новинкой, силовые установки большинства крейсеров заслужили хорошую репутацию, исключением была «Ниоба», машины и котлы которой давали постоянные проблемы. Первые четыре корабля беспокоила вибрация; чтобы исправить это, машинные отделения последних четырёх были перекомпанованы, также была увеличена мощность на 1500 л. с. Все восемь кораблей на испытаниях превысили проектную скорость первые четыре в среднем развили 20,5 узла, последующие четыре 21 узел.
Запас угля 1900 тонн.

### Бронирование
Схема броневой защиты повторяла предыдущий тип.
Палуба — 63 мм, скосы — 102 мм, щиты орудий главного калибра — 51 мм, рубка — 305 мм, толщина брони казематов была от 114 до 51 мм.

### Вооружение
Кроме отсутствия 234 мм орудий, схема размещения артиллерии повторяла «Пауэрфул». Кроме носовых и кормовых орудий пушки располагались на палубу ниже, чем на «Эдгарах», что привело к заливаемости нижних казематов.

## Служба
- «Амфитрит» — заложен 8 декабря 1896 г., спущен 5 января 1898 г., в строю с 17 сентября 1901 г.
- «Андромеда» — заложен 2 декабря 1895 г., спущен 30 апреля 1897 г., в строю с 5 сентября 1899 г.
- «Аргонаут» — заложен 23 ноября 1896 г., спущен 24 января 1898 г., в строю с 19 апреля 1900 г.
- «Ариадне» — заложен 29 октября 1896 г., спущен 22 апреля 1898 г., в строю с 5 июня 1902 г.
- «Диадем» — заложен 23 января 1896 г., спущен 21 октября 1896 г., в строю с 19 июля 1898 г.
- «Ёроп» — заложен 10 января 1896 г., спущен 20 марта 1897 г., в строю с 23 ноября 1899 г.
- «Ниобе» — заложен 16 декабря 1895 г., спущен 20 февраля 1897 г., в строю с 6 декабря 1898 г.
- «Спартиат» — заложен 10 мая 1897 г., спущен 27 октября 1898 г., в строю с 17 марта 1903 г.[3]

Каждый крейсер обошёлся в сумму около 560 000 £, кроме «Спартанца» постройка которого вышла более 650 000£.

## Оценка проекта
Бронепалубные крейсера I ранга типа «Диадема» получились крайне неудачными. «Диадемы» создавались как уменьшенные «пауэрфулы» (11 тыс. т вместо 14 тыс. т), все недостатки последних от уменьшения лишь усилились, а достоинства исчезли, что создало «диадемам» весьма скверную репутацию. Ещё они не могли как «Блейк» или «Эдгар» с полным запасом угля проходить через Суэцкий канал для того, что бы в нужный момент появиться в Китайских водах.
| Сравнительные ТТХ типов британских бронепалубных крейсеров I класса |                                                                      |                                                                     |                                                                       |                                                                     |
| Характеристики                                                      | «Блейк»                                                              | «Эдгар»                                                             | «Пауэрфул»                                                            | «Диадем»                                                            |
| Водоизмещение, т                                                    | 9150 — 9296                                                          | 7467 — 7820                                                         | 14 200 — 14 447                                                       | 11 177                                                              |
| Артиллерия                                                          | 2 — 234-мм, 10 — 152-мм, 16…18 — 47-мм                               | 2 — 234-мм, 10 — 152-мм, 12 — 57-мм, 5 — 47-мм                      | 2 — 234-мм, 12 — 152-мм, 16…18 — 76-мм, 12 — 47-мм                    | 16 — 152-мм, 14 — 76-мм, 3 — 47-мм                                  |
| Торпедные аппараты                                                  | 4×1 — 457-мм                                                         | 4×1 — 457-мм                                                        | 4×1 — 457-мм                                                          | 3×1 — 457-мм                                                        |
| Бронирование, мм                                                    | Палуба — 76 — 152, щиты орудий ГК — 114, казематы — 152, рубка — 305 | Палуба — 76 — 127, щиты орудий ГК — 76, казематы — 152, рубка — 305 | Палуба — 51 — 152, башни орудий ГК — 152, казематы — 152, рубка — 305 | Палуба — 63 — 102, щиты орудий ГК — 51, казематы — 114, рубка — 305 |
| Энергетическая установка, л. с.                                     | 20 000                                                               | 12 550                                                              | 25 772                                                                | 16 500                                                              |
| Максимальная скорость, узлов                                        | 22                                                                   | 20                                                                  | 20,6 — 22,2                                                           | 20,25                                                               |

Корпус уменьшился на одну палубу по высоте, в результате орудия нижних казематов потеряли возможность вести огонь в свежую погоду. «Диадемы» ничего не могли добавить к репутации Уайта.
Крейсера были построены после того как кораблестроительная мода поменялась — более менее крупные корабли должны были нести броневой пояс, а сравнение с достаточно небольшими (около 9000 тонн) французскими броненосными крейсерами типа «Монкальм», заложенными практически одновременно, но вступившими в строй позже, было не в пользу англичан.